# 任大椿
任大椿（1738年—1789年），字幼植，又字子田。江苏兴化人。清朝官員、學者。揚州學派前期代表人物。

## 生平
任陈晋之孙。生于乾隆三年（1738年），八岁能诗，尤长于三《礼》註疏、六書訓詁，長大後很得王鳴盛的賞識。 工於詩，诗句“无言便是别时泪，小坐强于去后书”、“放船归思减，久客别人难”为袁枚所激赏。
乾隆二十五年（1760年），任大椿中式庚辰恩科第六名举人。乾隆三十四年（1769年）中式二甲第一名进士，授礼部主事，“惟键户读书，不肯谒权贵”。故而浮沉郎署，不入詞館。紀昀《阅微草堂笔记》載道：有清開國以來，二甲第一名進士，不入詞館者僅三人，任大椿居其一。 乾隆三十八年（1773年）擔任《四库全书》纂修官，不久歷升员外郎、迁郎中。戴震称赞“好学深思如幼植，诚震所想见其人不可得者”。晚年於乾隆五十四年（1789年），始得授陕西道監察御史、仕途偃蹇。一個月後病卒。家甚貧，其弟售其藏書後得以歸葬。好輯佚，经常带病操劳。

## 著作
著有《字林考逸》、《小学钩沈》、《深衣释例》、《弁服释例》、《释缯》、《字諟》、《仓颉篇》、《仓颉训诂》、《三仓解诂》、《凡将篇》、《韵略》、《切韵》、《证俗音》、《通俗文》、《辨释名》、《纂文》、《通俗文》、《纂要》、《古今字诂》、《杂字》、《周成难字》、《杂文解诂》、《字指》等四十多種。